# Bactrocera laterum
Bactrocera laterum är en tvåvingeart som först beskrevs av Wang 1988.  Bactrocera laterum ingår i släktet Bactrocera och familjen borrflugor. Inga underarter finns listade.